# Sōkyū no Ariadne
Sōkyū no Ariadne (蒼穹のアリアドネ Sōkyū no Ariadone?) es un manga shōnen escrito e ilustrado por Norihiro Yagi, serializado en el semanario Shōnen Sunday de Shōgakukan desde diciembre de 2017 a febrero de 2023. Ha sido recopilado en veintidós volúmenes tankōbon hasta la fecha.

## Manga
El manga fue anunciado en la edición número 46 de 2017 de la revista Shūkan Shōnen Sunday publicada el 11 de octubre de 2017, e inició la serialización el 6 de diciembre del mismo año. La serie concluyó el 9 de febrero de 2023. Norihiro Yagi es conocido por sus trabajos anteriores Angel Densetsu y Claymore. El primer volumen tankōbon fue publicado por Shōgakukan el 18 de abril de 2018.

### Lista de volúmenes
| N.º | Fecha de lanzamiento    | ISBN original          |
| --- | ----------------------- | ---------------------- |
| 01  | 18 de abril de 2018     | ISBN 978-4-09-128244-6 |
| 02  | 18 de julio de 2018     | ISBN 978-4-09-128336-8 |
| 03  | 18 de octubre de 2018   | ISBN 978-4-09-128556-0 |
| 04  | 18 de febrero de 2019   | ISBN 978-4-09-128776-2 |
| 05  | 17 de mayo de 2019      | ISBN 978-4-09-129158-5 |
| 06  | 16 de agosto de 2019    | ISBN 978-4-09-129318-3 |
| 07  | 18 de noviembre de 2019 | ISBN 978-4-09-129440-1 |
| 08  | 18 de febrero de 2020   | ISBN 978-4-09-129554-5 |
| 09  | 18 de mayo de 2020      | ISBN 978-4-09-850071-0 |
| 10  | 18 de agosto de 2020    | ISBN 978-4-09-850172-4 |
| 11  | 18 de noviembre de 2020 | ISBN 978-4-09-850279-0 |
| 12  | 18 de febrero de 2021   | ISBN 978-4-09-850392-6 |
| 13  | 18 de mayo de 2021      | ISBN 978-4-09-850528-9 |
| 14  | 18 de agosto de 2021    | ISBN 978-4-09-850643-9 |
| 15  | 18 de noviembre de 2021 | ISBN 978-4-09-850731-3 |
| 16  | 18 de febrero de 2022   | ISBN 978-4-09-850870-9 |
| 17  | 18 de mayo de 2022      | ISBN 978-4-09-851126-6 |
| 18  | 18 de agosto de 2022    | ISBN 978-4-09-851223-2 |
| 19  | 16 de diciembre de 2022 | ISBN 978-4-09-851390-1 |
| 20  | 18 de enero de 2023     | ISBN 978-4-09-851533-2 |
| 21  | 16 de febrero de 2023   | ISBN 978-4-09-851644-5 |
| 22  | 16 de marzo de 2023     | ISBN 978-4-09-851776-3 |